# Ceratophyllum
Ceratophyllum L. è un genere di angiosperme acquatiche con distribuzione cosmopolita; è l'unico genere della famiglia Ceratophyllaceae e dell'ordine Ceratophyllales.

## Descrizione
Il genere comprende piante acquatiche di acqua dolce con fusti lunghi 1–3 m, completamente sommersi o parzialmente galleggianti in superficie. Le foglie, strette e di colore verde brillante, sono raggruppate in anelli disposti ad intervalli lungo i nodi del fusto. Le piante sono del tutto prive di radici, ma talora sviluppano delle foglie modificate con le quali si ancorano al substrato.
I fiori sono piccoli e poco appariscenti. Sono piante monoiche, cioè con fiori maschili, dotati di stami, e fiori femminili, portanti i pistilli, presenti sulla stessa pianta. I fiori maschili hanno da 3 a 46 stami, quelli femminili presentano un singolo carpello.
I granuli pollinici sono sferoidali e nonaperturati, dotati di una cuticola esterna (exina) molto sottile.

## Biologia
Il genere si riproduce per impollinazione idrofila.

## Tassonomia
Il Sistema Cronquist considerava le Ceratophyllace come affini alle Nymphaeaceae e le includeva assieme a queste ultime nell'ordine Nymphaeales. Studi successivi hanno escluso ogni affinità filogenetica con le Nymphaeaceae, lasciando tuttavia molti dubbi sulle parentele del raggruppamento. La moderna classificazione APG IV (2016) colloca la famiglia in un ordine a sé stante, Ceratophyllales, considerato come una linea evolutiva indipendente all'interno del clade delle mesangiosperme e inquadrabile come sister group delle eudicotiledoni.
Il genere Ceratophyllum comprende le seguenti specie:
- Ceratophyllum australe Griseb.
- Ceratophyllum demersum L.
- Ceratophyllum echinatum A.Gray
- Ceratophyllum muricatum Cham.
- Ceratophyllum submersum L.
- Ceratophyllum tanaiticum Sapjegin